# Hendrik II van Finstingen

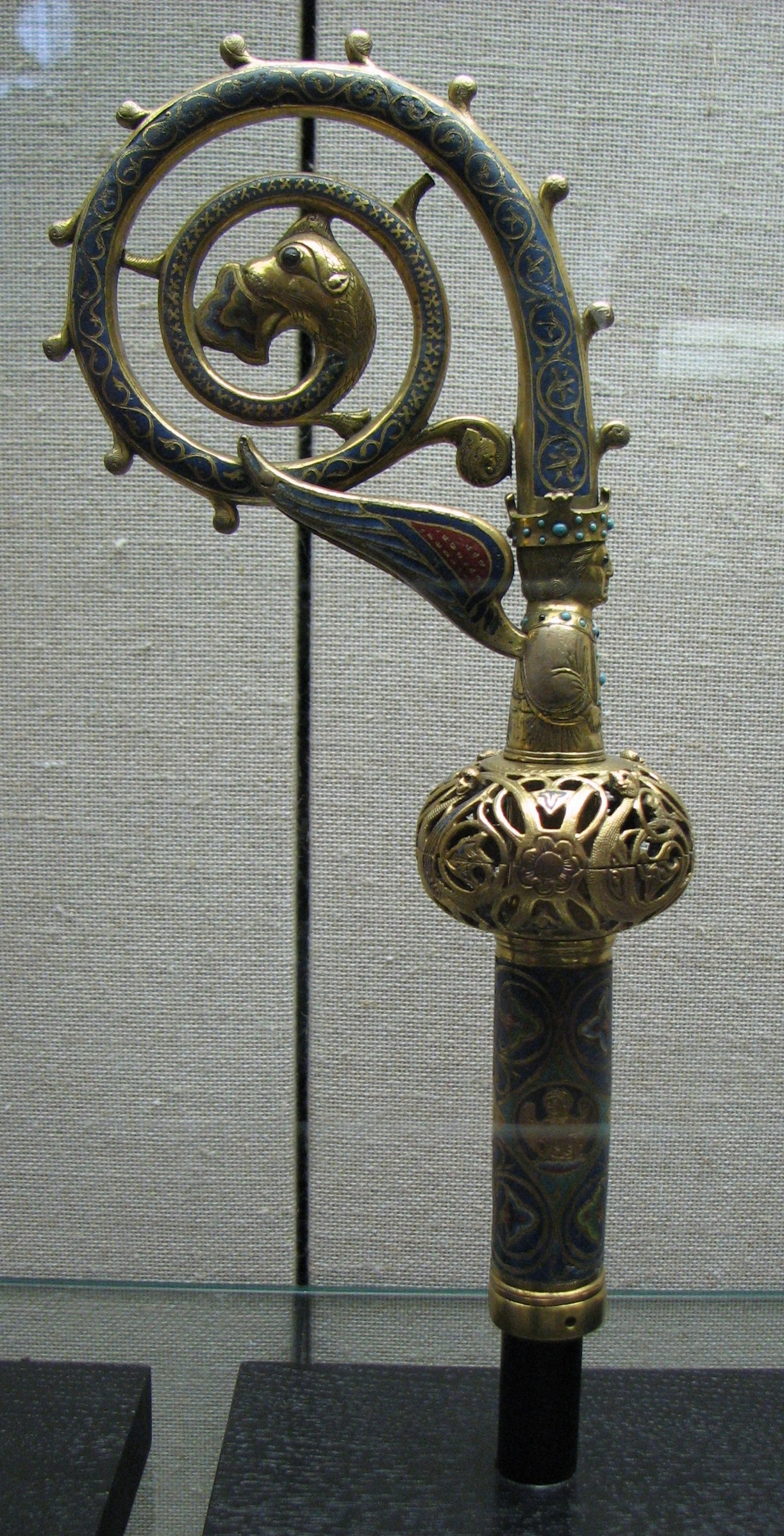
Bisschopsstaf van Hendrik II van Finstingen.

Hendrik van Finstingen (ook Hendrik van Vinstingen; ?, burcht Malberg bij Kyllburg - 26 april 1286, Boulogne-sur-Mer) was van 1260 tot 1286 als Hendrik II aartsbisschop en keurvorst van Trier.
Hendrik II van Finstingen was afkomstig uit het geslacht van de heren van Malberg en Finstingen (Frans: Fénétrange), een adellijk geslacht uit de Eifel en Lotharingen. Hij was een zoon van Merbodo van Malberg. Hendrik was eerst domdeken in Metz en werd vervolgens in augustus 1260 na een twijfelachtige verkiezing door paus Alexander IV tot aartsbisschop van Trier benoemd. Tevoren had het domkapittel Arnold van Schleiden en Hendrik van Bolanden uitgekozen als kandidaat-aartsbisschop. De paus erkende echter geen een van de uitverkozenen en benoemde in plaatst daarvan Hendrik van Finstingen tot aartsbisschop. Zijn eerste regeringsjaren werden door militaire confrontaties overschaduwd. Zo streefden de burgers van Koblenz bijvoorbeeld naar meer onafhankelijkheid. Hendrik liet daarom vanaf 1277 de Alte Burg in Koblenz als een dwangburcht tegen het onafhankelijkheidsstreven aanleggen. Reeds in 1262 belegerde hij de burcht Schwarzenberg bij Wadern. Hij stichtte in 1272 een kapittelkerk in Kyllburg, dewelke in de westelijke Eifelregio grote faam als geestelijk zielszorgcentrum verwierf. Om zijn belangen tegen het keurvorstendom Keulen te kunnen verdedigen, liet hij vanaf 1280 in Mayen de Genovevaburcht optrekken. In Münstermaifeld voltooide hij de in het midden van de 13e eeuw door keurvorst Arnold II van Isenburg begonnen stadsomwalling.
Hendrik II van Finstingen overleed tijdens een bedevaart naar Frankrijk en is in de Dom van Trier begraven.